# Kriss (arme)
Pour les articles homonymes, voir Kriss.
Le kriss, kris, ou keris (en javanais et en malais), est une arme blanche caractéristique du monde malais (Indonésie, Malaisie, Singapour, Brunei, Philippines et sud de la Thaïlande). Le « kris indonésien » fait partie du patrimoine culturel immatériel de l'humanité.

## Description

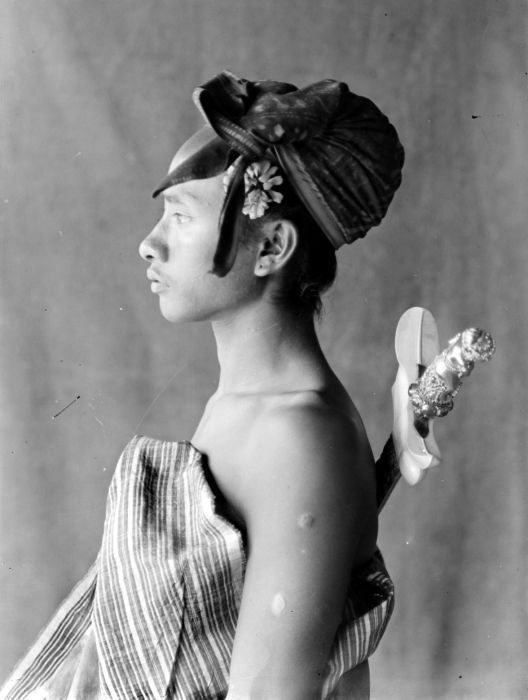
Balinais portant un kriss (1910-1920).

Il s'agit d'une dague allongée ou d'une épée à lame droite ou sinueuse, de texture lisse ou rugueuse, aiguisée sur les deux tranchants. Cette lame en acier présente souvent des motifs décoratifs forgés (pamor). À la fois arme et objet rituel, le kriss est traditionnellement considéré comme ayant des pouvoirs magiques.
Selon la tradition, à chaque kriss correspond un propriétaire particulier. Il ne peut être prêté, vendu ou donné à un étranger, il se déchargerait de son énergie spirituelle. La fabrication d'un tel objet est un rituel impliquant le futur propriétaire et le forgeron.
Le kriss était habituellement forgé à partir de fer doux et d'acier au carbone (parfois du ''wootz'' importé d'Inde). Le soudage des deux métaux par forgeage fait alors apparaître un contraste visible à l'œil nu entre l'acier plus sombre et le fer doux riche en nickel plus clair, exactement comme le fameux acier damassé iranien. Les motifs visibles à la surface de la lame témoignent alors de la compétence de son forgeron et du prestige de son propriétaire. À partir du XVIIe siècle, des aciers d'origine européenne furent employés à la place du fer local. D'emploi exceptionnel, le fer météoritique a été utilisé au XIXe siècle pour forger certains kriss pour les souverains de Surakarta et de Yogyakarta.
Probablement originaire de l'île de Java, le kriss se serait répandu ensuite dans le reste de l'archipel indonésien, dans la péninsule malaise et dans le sud des Philippines. C'était une arme très prisée des pirates malais dans les combats qu'ils se livraient sur les ponts des navires (fig. 1). Les plus anciens kriss connus ont été fabriqués aux alentours de 1360 à Java.
À Java et à Bali, le kriss se porte dans le dos (voir photo ci-contre) et, lorsque sa lame est sinueuse, le nombre de ses courbes est toujours impair.
Les kriss se transmettent de père en fils. Ces objets sont tellement chargés de sens et de spiritualité qu'un homme peut se faire représenter lors d'une cérémonie par son kriss.
À Sumatra et dans la péninsule malaise, le kriss panjang (fig. 5 : 2e arme en partant de la droite), long et mince, était porté par les hommes mariés et les membres de l'aristocratie. Il était par ailleurs utilisé à l'occasion des exécutions publiques.
Aux Célèbes, les Bugis portaient cette arme (fig. 2) au côté dans un fourreau attaché à la ceinture à l'aide un lacet particulier. En temps de guerre, la poignée du kriss était tourné vers l'intérieur et dans le sens contraire lors des cérémonies.

## Galerie

Divers types de kriss
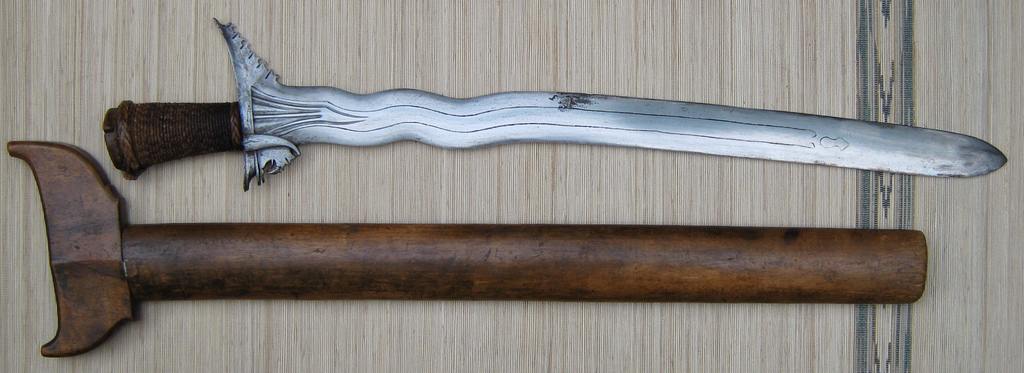
1. Kriss moro, Philippines.
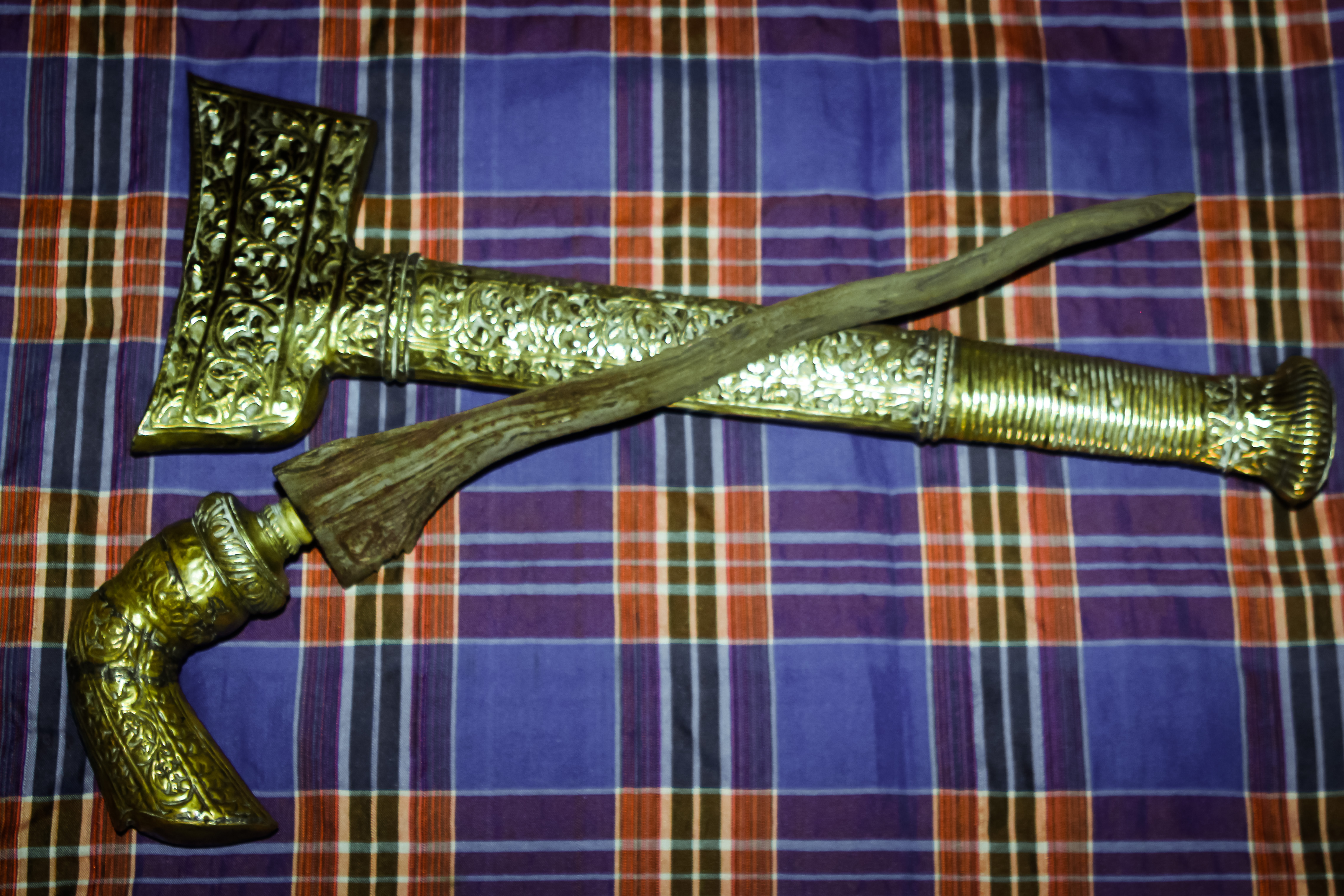
2. Kriss bugis, Célèbes, Indonésie.
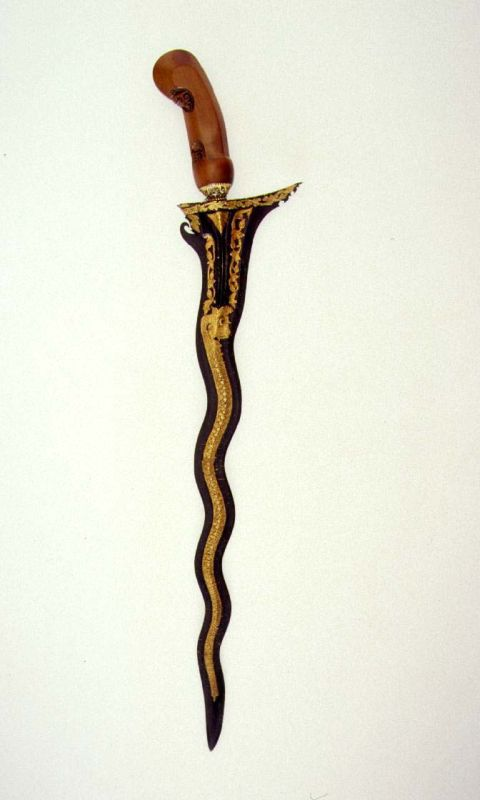
3. Kriss javanais, Java, Indonésie.
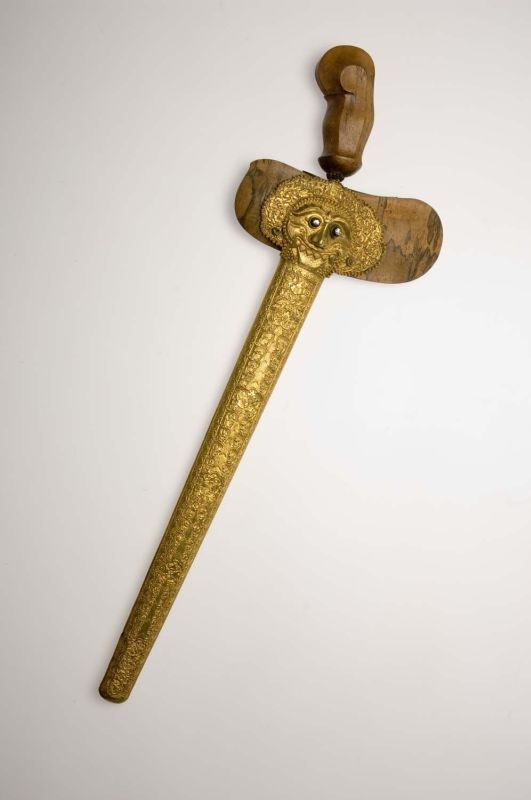
4. Kriss balinais, Bali, Indonésie.
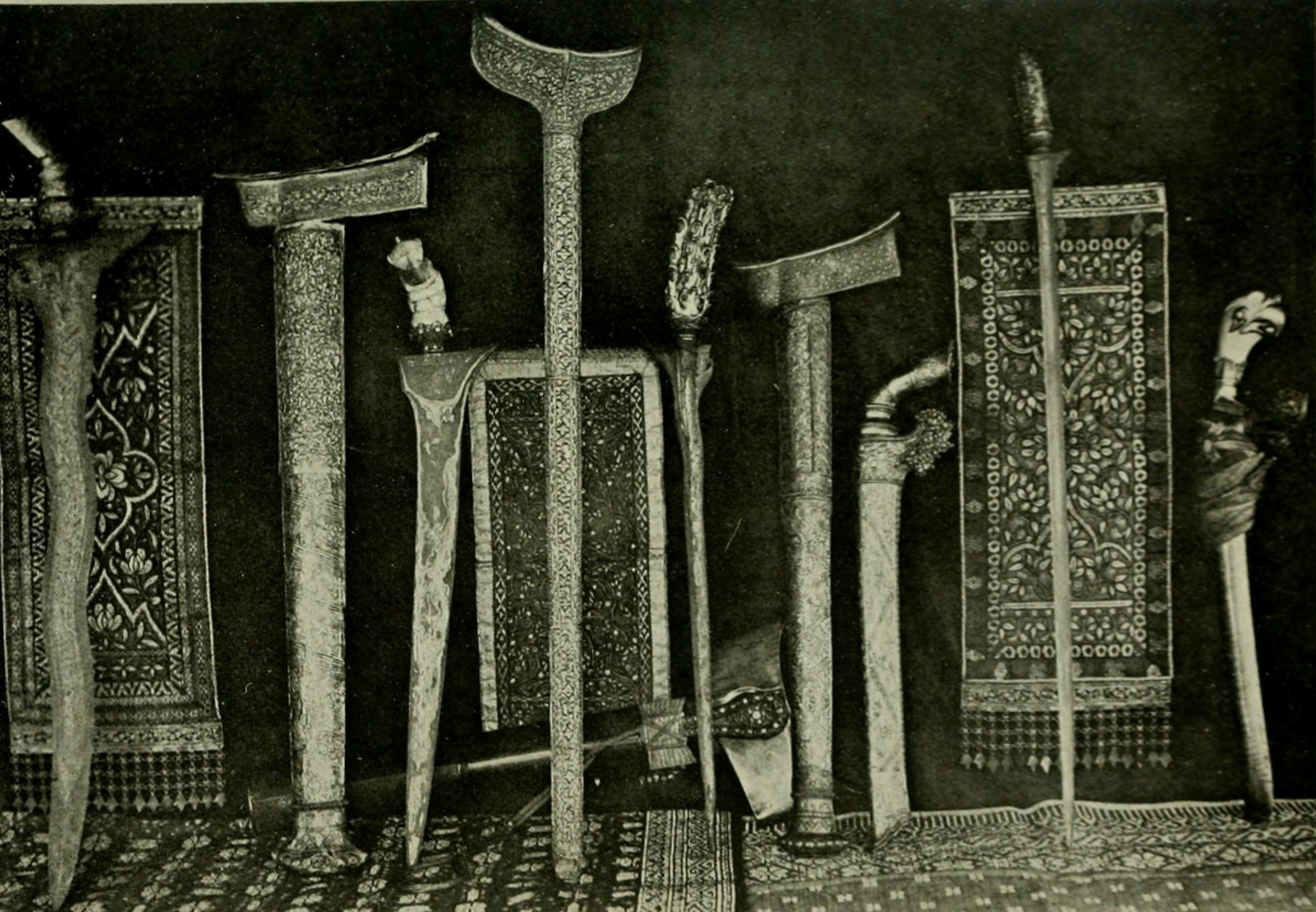
5. Divers types de kriss malais.

## Héraldique

armes du Siam entre 1873 et 1910

Deux kriss entrecroisés apparaissent sur les armes du Siam (ancien nom de la Thaïlande) entre 1873 et 1910, pour symboliser la domination du royaume sur ses territoires de la péninsule Malaise.

## Dans la fiction
- La Malédiction du kriss pusaka, mini-série néerlandaise.
- Dans son roman de science-fiction Dune (1965), l'écrivain américain Frank Herbert évoque une arme du même nom. Fabriquée à l'aide d'une dent de ver des sables Shai-Hulud, c'est une arme redoutablement solide et aiguisée, d'autant qu'il est possible de l'empoisonner. Cette arme se désintègre si elle n'est pas en contact régulièrement  avec  du  sang , quitte  à  ce  que son  propriétaire  se  fasse  une  estafilade  dans  la  paume  de  sa  main  pour  le  régénérer. Sa valeur symbolique en fait un passe pour pénétrer dans un sietch fremen. Comme dans la culture malaise, le Kriss de Dune est fortement lié à l'âme de son propriétaire, et sa possession et son usage sont réservés aux Fremen adultes.
- Dans la série télévisée Arrow (saison 3, épisode 9), c’est le type d’épée employé par Oliver Queen lors de son combat contre Ra’s al Ghul.
- Dans la série des jeux vidéo "Legacy of Kain" , la Soul Reaver (aussi appelée simplement " Reaver") est l'épée emblématique du personnage de Kain. Arme vampirique puis dévoreuse d’âme une fois l’esprit du personnage de Raziel enfermé dans la lame.
- Dans la série Shadowhunters (Saison 2, épisode 5), c'est l'arme avec laquelle la mère de Magnus Bane se serait donnée la mort. Le Kriss utilisé comme accessoire dans la série est de style javanais.
- Dans Millénium 5, La Fille qui rendait coup pour coup , l'arme favorite de Benito, une prisonnière psychopathe voulant tuer l'héroïne principale, est un keris.